# 3378 Susanvictoria
3378 Susanvictoria eller A922 WB är en asteroid i huvudbältet som upptäcktes 25 november 1922 av den belgisk-amerikanske astronomen George Van Biesbroeck vid Yerkesobservatoriet i Williams Bay, Wisconsin. Den har den fått namn efter upptäckarens barnbarn Susan Titus och Victoria Van Biesbroeck Streeter.
Asteroiden har en diameter på ungefär 6 kilometer.